# Erin Attwell
Erin Attwell, née le 12 mars 1999 à Victoria, est une coureuse cycliste canadienne. Elle court sur piste et sur route. 

## Biographie
Erin Attwell commence le cyclisme de compétition à l'âge de 15 ans. Elle s'entraîne au vélodrome de Westshore, qui avait été construit dans sa ville natale pour les Jeux du Commonwealth de 1994. Chez les juniors (moins de 19 ans), elle remporte plusieurs titres nationaux sur route et sur piste en 2016 et 2017. Elle est également membre de l'équipe nationale aux championnats du monde sur route et sur piste juniors les deux années.
Dans les années qui suivent, elle connaît particulièrement de succès sur la piste en poursuite par équipes. Elle est notamment championne panaméricaine de la discipline de 2022 et 2023. Lors de la Coupe des nations 2021 à Cali, elle participe à la poursuite par équipes et à la vitesse par équipes le même jour et monte sur le podium dans les deux. En octobre 2023, un accident à l'entraînement au cours duquel elle est heurtée par une voiture l'empêche de participer aux Jeux panaméricains.
En aoôt 2024, elle se classe huitième de la poursuite par équipes aux Jeux olympiques de Paris.

## Palmarès sur piste

### Jeux olympiques
- Paris 2024
  - 8e de la poursuite par équipes

### Championnats du monde
| Édition / Épreuve              | Poursuite par équipes |
| Roubaix 2021                   | 4e                    |
| Saint-Quentin-en-Yvelines 2022 | 7e                    |
| Glasgow 2023                   | 8e                    |

### Coupe du monde
- 2017-2018
  - 3e de la poursuite par équipes à Minsk
- 2019-2020
  - 3e de la poursuite par équipes à Milton

### Coupe des nations
- 2021
  - 1re de la poursuite par équipes à Cali
  - 3e de la vitesse par équipes à Cali
- 2023
  - 3e de la poursuite par équipes à Milton

### Jeux panaméricains
| Édition / Épreuve | Poursuite par équipes |
| Lima 2019         | Argent                |

### Championnats panaméricains
| Édition / Épreuve   | Poursuite par équipes |
| Aguascalientes 2018 | Bronze                |
| Lima 2022           | Or                    |
| San Juan 2023       | Or                    |

### Championnats du Canada
- 2016
  -  Championne du Canada du 500 mètres juniors
  -  Championne du Canada de vitesse par équipes juniors
- 2017
  -  Championne du Canada de poursuite juniors
  -  Championne du Canada de poursuite par équipes juniors
- 2018
  - 2e de la poursuite par équipes
- 2019
  -  Championne du Canada de poursuite par équipes
- 2022
  -  Championne du Canada de poursuite par équipes
  - 2e de la vitesse par équipes
  - 3e de l'américaine
  - 3e de l'omnium
- 2023
  - 2e de l'américaine
  - 2e du scratch
  - 2e de l'omnium

## Palmarès sur route
- 2015
  - 3e du championnat du Canada du contre-la-montre juniors
- 2016
  -  Championne du Canada sur route juniors
- 2017
  - 2e du championnat du Canada sur route juniors
  - 3e du championnat du Canada du contre-la-montre juniors